# Colias occidentalis
Colias occidentalis é uma borboleta da família Pieridae encontrada na América do Norte. A sua área de habitat inclui o Pacífico Noroeste e partes da British Columbia.
As larvas alimentam-se de Vicia, Lupinus, Lathyrus e Thermopsis.

## Subespécies
Listados em ordem alfabética.
- C. o. chrysomelas H. Edwards, 1877
- C. o. occidentalis
- C. o. sullivani Hammond & McCorkle, 2003